# Savoia (panfilo reale 1883)
La R.N. Savoia fu il primo panfilo reale italiano, in servizio tra il 1883 ed il 1897.

## Storia
La prima nave reale italiana fu progettata dall'ing. Carlo Vigna e costruita nel Regio cantiere navale di Castellammare di Stabia dove il suo scafo venne impostato sullo scalo il 4 luglio 1880 e varato il 25 giugno 1883.
La nave, entrata in servizio nella Regia Marina l'11 aprile 1885 a Napoli al comando del capitano di vascello Saverio Marra, aveva un dislocamento di 2853 tonnellate ed era dotata di un apparato motore Ansaldo di 3340 cavalli in grado di imprimere una velocità di 14,5 nodi. L’armamento, dato il particolare impiego di nave reale e di nave sede di comando complesso era ridotto a due pezzi da 75 mm e sei pezzi da 57 mm.
Nei quattordici anni di servizio il Savoia fu la nave di rappresentanza del re Umberto I e degli altri membri di Casa Savoia. L'8 settembre 1892 sbarcò a Genova Re Umberto e la Regina Margherita che si recarono a visitare l'Esposizione italo-americana, organizzata nel quarto centenario della Scoperta dell'America. In tale occasione si tenne una parata navale aperta dal Savoia cui parteciparono anche il Victoria and Albert II, l'Hohenzollern, il Dannebrog, il Mahroussa ed altri panfili reali.
Analogamente il 20 giugno 1895 il Savoia partecipò alla parata navale passata dal Kaiser Guglielmo II sul panfilo reale Hohenzollern in occasione dell'inaugurazione del Canale di Kiel, cui parteciparono formazioni navali di numerose nazioni con quasi cento navi da guerra. La formazione navale italiana al comando di S.A.R. il viceammiraglio Tommaso di Savoia-Genova, che rappresentava l'Italia alla cerimonia oltre che dal panfilo reale Savoia era costituita dalle corazzate Re Umberto, Sardegna, Ruggero di Lauria, Andrea Doria, dagli arieti torpedinieri Stromboli e Etruria e dagli incrociatori torpedinieri Aretusa e Partenope. La formazione italiana lasciò Kiel il 24 giugno per fare rientro a Napoli il 1º agosto, dopo soste a Wilhelmshaven e in alcuni porti britannici della Manica.

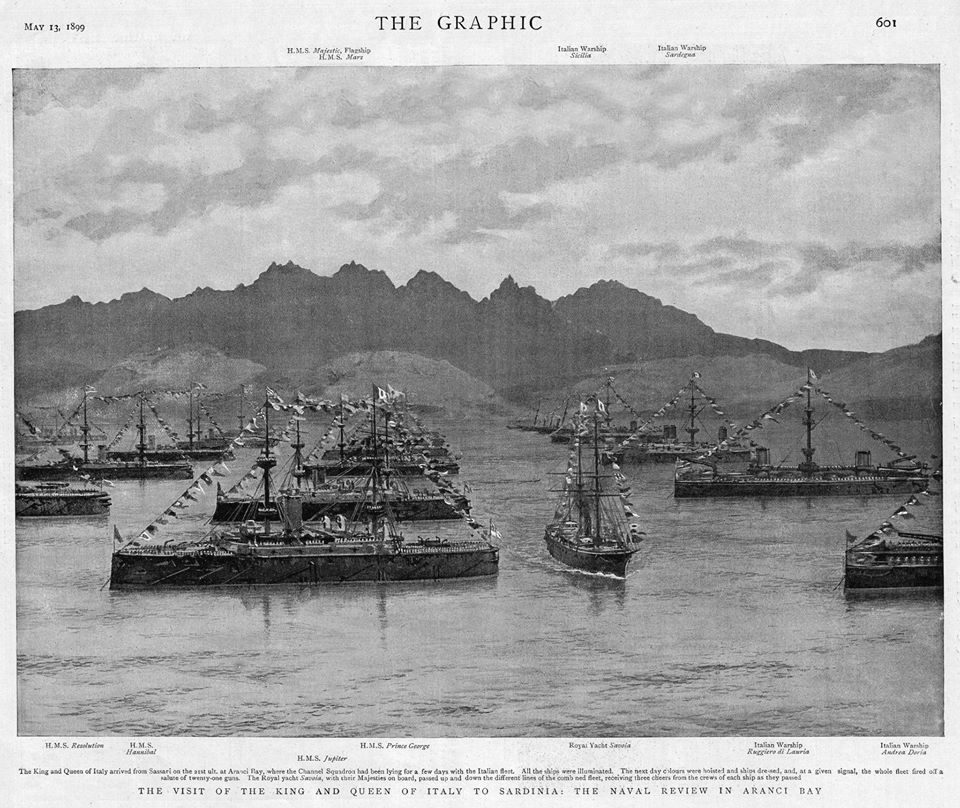
La Visita del Re e della Regina d'Italia in Sardegna, la Rassegna Navale a Baia degli Aranci. The Graphic 1899

## Nave officina Vulcano
Entrato in servizio il nuovo panfilo reale Trinacria, fra il 1902 ed il 1905 il Savoia fu convertito in nave officina e ribattezzato Vulcano. Nel 1923 fu definitivamente demolito.

## Altri panfili reali
- Trinacria (1900-1925)
- Savoia (1923-1944)

## Fonti
- U.S.M.M., Almanacco storico della navi militari italiane. 1861-1995, Giorgerini e Nani, 1996
- sito della Marina Militare, su marina.difesa.it.
- sito Mediterranea, su portbyport.com. URL consultato il 26 marzo 2015 (archiviato dall'url originale il 2 aprile 2015).
- sito Agenzia Bozzo, su agenziabozzo.it.